# Denys Hay
Denys Hay (ur. 29 sierpnia 1915, zm. 14 czerwca 1994) – brytyjski historyk, mediewista. 

## Życiorys
Był od 1954 do 1980 wykładowcą na Uniwersytecie w Edynburgu. Zajmował się historią średniowieczną oraz renesansową.

## Wybrane publikacje
- The Anglica historia of Polydore Vergil, AD 1485-1537, editor (1950)
- Polydore Vergil: Renaissance Historian and Man of Letters (Clarendon Press, 1952)
- From Roman Empire to Renaissance Europe (1953), revised as The Medieval Centuries (1964)
- Europe: the Emergence of an Idea (Edinburgh University Press, 1957)
- The Italian Renaissance in its Historical Background (1961, 1977)
- Europe in the Fourteenth and Fifteenth Centuries (1966, 2nd ed 1989) ISBN 0-582-49179-7
- Italian Clergy and Italian Culture in the Fifteenth Century (1973)
- Renaissance Essays (1988)
- Italy in the Age of the Renaissance, 1380-1530 (Longman History of Italy)  (1989) ISBN 0-582-48359-X
- New Cambridge Modern History, volume 1 (1957), ed.
- Annalists and historians : Western historiography from the eighth to the eighteenth centuries (1977)

## Publikacje w języku polskim
- Europa w XIV i XV wieku, przeł. Hanna Zaremska, Warszawa: Państwowy Instytut Wydawniczy 2001.